# Omophron robustum
Omophron robustum är en skalbaggsart som beskrevs av Horn. Omophron robustum ingår i släktet Omophron och familjen jordlöpare. Inga underarter finns listade i Catalogue of Life.